# 403 a.C.
Il 403 a.C. (CDIII a.C. in numeri romani) è un anno  del V secolo a.C.

## Eventi
- Ad Atene alcuni democratici rifugiatisi a Tebe, riorganizzati da Trasibulo, riescono a costringere i Trenta tiranni a fuggire ad Eleusi; in seguito, a settembre, il re di Sparta Pausania pone fine alla guerra civile, imponendo una pacificazione: secondo le clausole in essa stabilite, ad Atene viene restaurata la democrazia, mentre Eleusi è creata repubblica oligarchica indipendente come rifugio per tutti coloro che non gradiscono restare in un'Atene nuovamente democratica.
- Viene fondata Alesa Arconidea.
- Roma
  - Tribuni consolari Manio Emilio Mamercino II, Lucio Valerio Potito III, Appio Claudio Crasso, Lucio Giulio Iullo, Marco Furio Fuso e Marco Quintilio Varo

## Morti
- Crizia, politico, scrittore e filosofo greco antico (n. 460 a.C.)
- Carmide, nobile greco antico